# St. Antonius (Fenne)

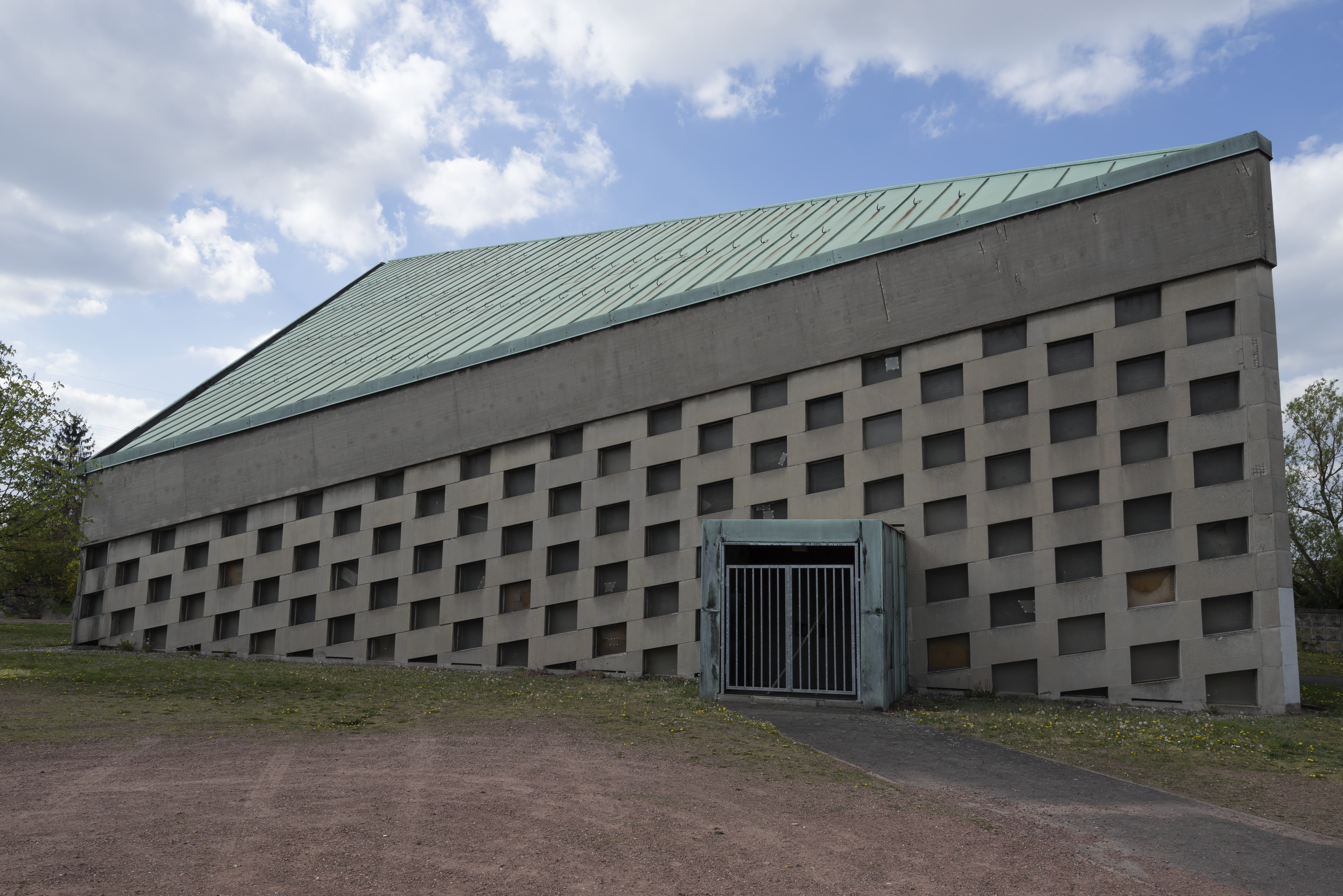
St. Antonius (Fenne)

St. Antonius ist eine ehemalige römisch-katholische Kirche im Völklinger Ortsteil Fenne. Das Gebäude steht unter Denkmalschutz.

## Geschichte
Das erste Kirchengebäude entstand 1926/27 nach Entwürfen von der Architektengemeinschaft Ludwig Becker und Anton Falkowski in der Saarbrücker Straße. Im Zweiten Weltkrieg wurde es schwer beschädigt und in den Jahren 1945 bis 1950 wiederaufgebaut. 1965 musste das Gotteshaus aber dem Bau der Autobahn A620 weichen. In den Jahren 1963 bis 1965 wurde nach Entwürfen des Dillinger Architekten Konrad Schmitz an der Ecke Hausen Straße/Fenner Straße ein Neubau errichtet. Seit Ende 2009 ist der Sakralbau wegen Baufälligkeit geschlossen, da das Gebäude schwere Schäden an der Betonstruktur aufweist. 2013 wurde das Gebäude profaniert und steht nun zum Verkauf.

## Architektur

Glockenturm von St. Antonius (Fenne)

Der halb im Boden versunkene Saalbau wurde über einem rautenförmigen Grundriss errichtet. Die tragenden Wände sind aus schrägen Lagen von alternierend versetzten Betonformsteinen gestapelt. Ein gleichmäßiges Raster aus kleinen Fenstern mit matten Glasscheiben schließt die Zwischenräume. Durch ein mathematisch kalkulierte Lichtspiel im Innenraum wird das Licht durch die zweischalige Fassade umgelenkt und durchleuchtet den Altarraum mit indirektem Licht. Ein hoher Ringanker umläuft das Gebäude an der Traufe zum schrägen Zeltdach. Den höchsten Punkt des Kupferdaches bildet die hintere Ecke des Chores, etwas niedriger ist die gegenüberliegende Gebäudeecke. Die beiden Ecken im Norden und Süden sind noch tiefer gezogen. Man betritt die Kirche über einen kleinen kubisch auskragendes Portal mit Kupferverkleidung. Die Decke ist mit Holz verkleidet. Der Marmoraltar steht auf einem breiten Podest mit Stufen zum Kirchenraum.
Der Glockenturm steht als Campanile leicht abseits des Gebäudes. Er besteht aus drei kreuzförmig angeordneten Betonstreben, die eine dreieckige Glockenstube aus waagerechten Betonbändern tragen.

## Ausstattung
Zur Ausstattung gehört ein Seitenaltar aus Marmor mit hölzerner Marienstatue mit Kind aus dem 1954 von Johann Mettler. Der rechte Seitenaltar mit hölzerner Antoniusstatue stammt von der Firma Höfte aus Morbach und wurde 1956 gefertigt. Der marmorne Hochaltar stammt aus dem Jahr  1965 und wurde von der Völklinger Firma Niederer. Ambo und Tabernakelstele stammen von dem Bildhauer Albert Schmitz  aus dem 1987. Das moderne Taufbecken aus Kupfer und Bronze wurde 1965 von einer Münchner Firma gestaltet.